# 9865 Акіраохта
9865 Акіраохта (1991 TP1, 1994 NH2, 9865 Akiraohta) — астероїд головного поясу, відкритий 3 жовтня 1991 року.
Тіссеранів параметр щодо Юпітера — 3,628.